# Sans commentaire
Albums de Madilu System
Album 95
(1995)
Sans commentaire est un album du musicien congolais Madilu System, sorti en 1993 et comportant dix titres en 33 tours.

## Titres
| No  | Titre            | Durée |
| --- | ---------------- | ----- |
| 1.  | Ya Jean          | 07:00 |
| 2.  | Pie Mboyo        | 06:17 |
| 3.  | Autoroute        | 05:57 |
| 4.  | Biya             | 07:32 |
| 5.  | Apula            | 06:03 |
| 6.  | Blessure D'amour | 05:38 |
| 7.  | Paradiso         | 05:58 |
| 8.  | Nzele            | 07:01 |
| 9.  | La fleur du ciel | 05:52 |
| 10. | Beau souvenir    | 05:59 |